# Allonotus praepes
Allonotus praepes là một loài tò vò trong họ Ichneumonidae.